# Mariage du prince Albert de Belgique et de la princesse Paola Ruffo di Calabria
Le mariage du prince Albert de Belgique et de la princesse Paola Ruffo di Calabria se déroule le 2 juillet 1959 à Bruxelles, en Belgique. Il s'agit du premier grand événement diffusé en direct à la télévision belge.
Albert, frère cadet du roi Baudouin et héritier présomptif du trône de Belgique, rencontre pour la première fois Paola, fille du prince italien Fulco Ruffo di Calabria, à l'occasion de l'intronisation du pape Jean XXIII au Vatican, en novembre 1958. L'attirance entre le prince et la princesse est immédiate et aboutit aux fiançailles des deux jeunes gens le 12 avril 1959.
L'organisation des noces suscite une importante polémique à Bruxelles lorsque l'ancien roi Léopold, père du fiancé, fait savoir qu'il a demandé au souverain pontife de célébrer le mariage de son fils, au Vatican. Au terme de tractations souvent épineuses entre la famille royale et le gouvernement, mais aussi avec l'Église catholique, le mariage est finalement organisé dans la capitale belge et donne lieu à d'importantes festivités auxquelles assistent nombre de personnalités du gotha.

## Rencontre et fiançailles du couple

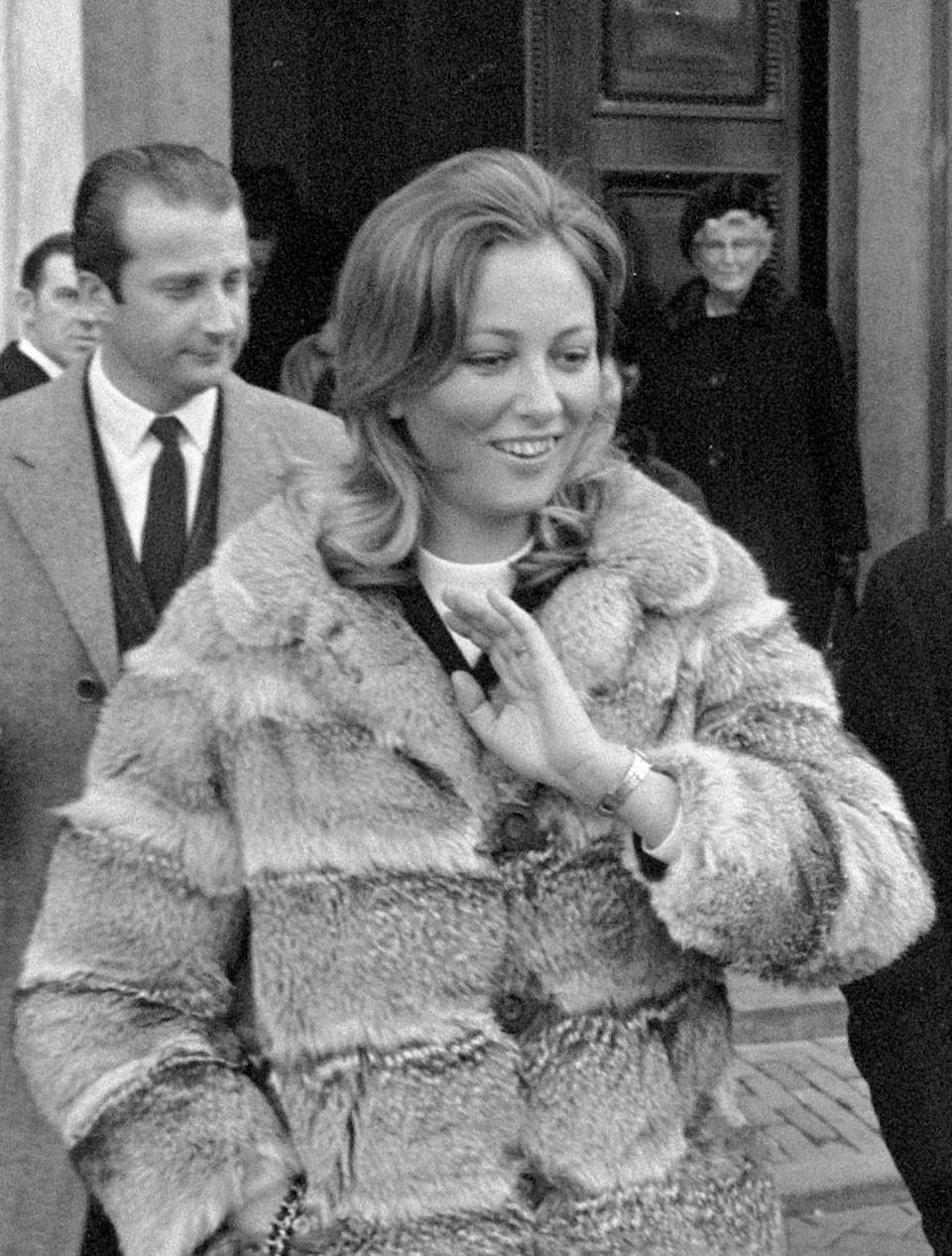
Le prince Albert et la princesse Paola en 1969.

Albert de Belgique (1934), titré prince de Liège à la naissance, est le troisième enfant et le second fils du roi Léopold III (1901-1983), roi des Belges de 1934 à 1951, et de la princesse Astrid de Suède (1905-1935). Paola Ruffo di Calabria (1937), issue d'une famille princière italienne, est la plus jeune des sept enfants du prince Fulco Ruffo di Calabria (1884-1946), aviateur et héros de la Première Guerre mondiale, lui-même descendant par sa mère de la famille Mosselman, une des plus anciennes familles bruxelloises, et de Luisa Gazelli (1896-1989).
Les deux jeunes gens font connaissance le 2 novembre 1958, lors d'une réception donnée par l'ambassadeur de Belgique près le Saint-Siège, le baron Prosper Poswick, dans les jardins de la villa Pamphili à l'occasion de l'intronisation du pape Jean XXIII. Afin d'avoir quelques invités de l'âge d'Albert, venu représenter la famille royale belge, le baron Poswick demande à sa fille Mariana de convier quelques amis de bonne famille, dont la princesse Paola Ruffo di Calabria. Deux jours plus tard, le prince belge et la princesse italienne se retrouvent à la basilique Saint-Pierre lors de la cérémonie d'investiture du nouveau pape. Selon les dires de Paola elle-même : « Il est passé près de moi, en grand uniforme. Je l'ai trouvé beau. Personne ne m'avait dit qu'il s'agissait d'un prince de Belgique. »
Une fois l'investiture du pape terminée, Albert fait savoir à Bruxelles qu'il souhaite prolonger son séjour à Rome, en prétextant vouloir entreprendre des recherches à la Bibliothèque vaticane. Le prince demeure alors chez le baron Poswick, où la présence de Paola n'étonne guère, celle-ci étant une amie de la fille de l'ambassadeur. Les deux jeunes gens ont ainsi l'occasion de se revoir à plusieurs reprises.
Un mois et demi après leur rencontre, le soir de Noël 1958, le prince Albert annonce à sa famille qu'il est amoureux. Au début de l'année 1959, Paola fait la connaissance de sa future belle-famille dans la station de ski suisse de Saanenmöser.
Quoi qu'il en soit, c'est un peu plus tard que les fiançailles du jeune couple sont officiellement conclues. Le 11 avril 1959, Paola arrive discrètement en Belgique, à l'aéroport de Melsbroek, en compagnie de sa mère Luisa et de son frère Antonello. Le lendemain, 12 avril 1959, le comte de Limburg Stirum, grand maître de la Maison du roi Léopold, et René Lefébure, chef de cabinet du roi Baudouin, demandent au Premier ministre Gaston Eyskens de venir à 15 heures au château de Laeken, sans l'informer de la raison de cet entretien soudain ; le chef du gouvernement rencontre alors Paola et les fiançailles sont annoncées le soir même. Le 13 avril, les futurs mariés se présentent à la presse et Paola, qui loge au château de Laeken, s'adresse aux journalistes dans un français excellent. Un repas de fiançailles est ensuite servi dans la résidence du souverain belge. Les préparatifs du mariage commencent immédiatement après l'annonce des fiançailles,.

## Préparatifs du mariage

### Tractations politiques et religieuses

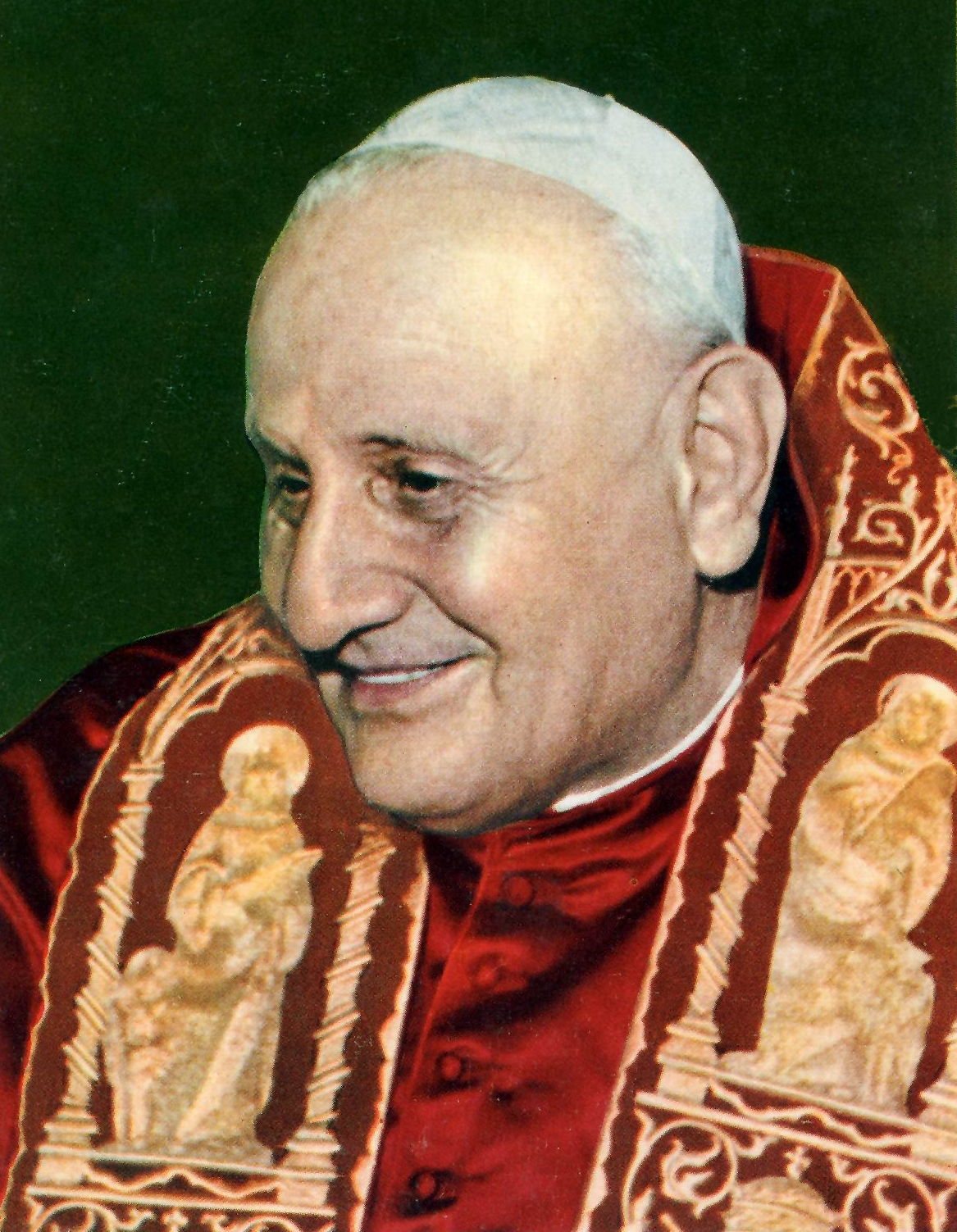
Le pape Jean XXIII (1959), chef de l'Église romaine.

Une polémique autour du mariage survient le 20 avril 1959 car, sans consulter préalablement le gouvernement de Gaston Eyskens, l'ancien roi Léopold, qui a abdiqué en faveur de son fils aîné Baudouin en juillet 1951, fait savoir qu'il a demandé au souverain pontife de célébrer le mariage d'Albert et Paola, partageant en ce sens la volonté des futurs époux. En qualité de chef d'État, le pape célèbrerait à la fois le mariage civil et le mariage religieux. Ce projet offusque le Parti socialiste et provoque des remous au sein des membres de la coalition gouvernementale : le Parti social-chrétien et le Parti libéral. Les cercles politiques s'indignent car l'initiative du roi Léopold ne tient aucun compte du rôle dévolu au gouvernement par la Constitution lors du mariage d'un prince héritier. Un mariage au Vatican offrirait l'avantage d'éviter une querelle sur la position protocolaire de la princesse Lilian, épouse du roi Léopold, sans être reine.
Le cardinal Joseph-Ernest Van Roey, primat de Belgique et traditionnel défenseur de Léopold, envenime la situation en affirmant la légalité d'un mariage conclu au Vatican dans une lettre pastorale. Au vu de l'ampleur de la polémique, le pape Jean XXIII juge préférable que l'union entre Albert et Paola soit scellée à Bruxelles. Le baron Prosper Poswick, le cardinal Van Roey et la famille royale belge tentent cependant de le faire changer d'avis. Le 13 mai 1959, le souverain pontife reçoit en audience le prince Albert et lui confirme que sa décision est définitive.
Le Premier ministre Gaston Eyskens estime que les bornes ont été franchies dans le cadre des tractations au sujet du mariage princier et consulte les présidents des partis politiques. Ces derniers s'accordent à affirmer que la position de Léopold doit sortir de l'ambiguïté et que des relations normales doivent être rétablies entre le palais et le monde politique. Le 26 mai 1959, le Premier ministre annonce le départ de Léopold du château de Laeken. Le déménagement de ce dernier et de la princesse Lilian au château d'Argenteuil avec leurs trois enfants se fera attendre encore plus d'un an. Les noces du roi Baudouin avec Fabiola de Mora y Aragón, le 15 décembre 1960, procurent une occasion concrète, mettant réellement fin à la Question royale. Le roi Baudouin est désormais libre de se consacrer intégralement à l'exercice de ses fonctions royales.

### Choix de la robe et préparatifs divers
Après l'annonce des fiançailles, Paola retourne à Rome et ne revient en Belgique que le 6 juin 1959. Quatre jours auparavant, à l'issue du Conseil des ministres, un communiqué, lu à la radio nationale belge, annonce à la population que les cérémonies civiles et religieuses se tiendraient finalement en Belgique. Le 5 juin, la date du mariage est officiellement annoncée. Les noces auront lieu le jeudi 2 juillet. Dès lors, les services officiels de la ville de Bruxelles se préoccupent des dispositions à prendre pour la célébration à venir.
Le trousseau de la future mariée est composé de sept robes. La robe de mariée choisie par Paola est en satin blanc et a une traîne de 5 mètres. Elle a été réalisée par la couturière napolitaine Concettina Buonanno, dirigeant une maison qui habille depuis plusieurs décennies la mère de Paola et ses filles. Le choix de cet atelier situé à Naples rappelle le lieu de naissance du défunt père de la fiancée. Le voile de dentelle est en point de Bruxelles. Il lui vient de sa grand-mère et a été porté par sa mère et sa sœur. Le changement de lieu oblige la couturière à revoir ses plans initiaux et à accélérer son travail. Si les robes ordinaires sont remises à Rome à Paola, la robe de mariée n'étant pas encore terminée, elle devra être remise à la princesse par la couturière qui se rendra personnellement à Bruxelles,,,.

## Déroulement des festivités

### Fêtes préliminaires
Le 7 juin 1959, Albert et Paola effectuent leur première Joyeuse Entrée en parcourant en voiture un itinéraire traversant les quartiers populaires de Bruxelles, puis ils assistent depuis le balcon de l'hôtel de ville à une fête folklorique donnée en leur honneur sur la Grand-Place. Afin de faire connaître la princesse Paola dans les diverses régions du pays, les fiancés effectuent deux autres Joyeuses Entrées en se rendant à Liège le 11 juin et à Ostende trois jours plus tard. La foule se presse en nombre pour apercevoir les futurs mariés : on estime ainsi que 250 000 personnes sont présentes à Liège lors de la visite princière.
Le 29 juin 1959, les jeunes fiancés reçoivent, dans le Salon Blanc du palais royal, les représentants des comités et organisations leur ayant offert un cadeau de mariage.
Les festivités du mariage en tant que tel commencent par l'organisation, le 30 juin dans les serres royales de Laeken, d'une grande garden-party, à laquelle assistent pas moins de 5 000 personnes ; parmi elles, sont notamment présents des nobles, des évêques, des ministres, des diplomates, des bourgmestres et des industriels, tandis que Paola a souhaité inviter un certain nombre de membres de la communauté italienne de Belgique, ainsi que de nombreux compatriotes venus d'Italie. Tous n'ont cependant pas l'occasion de voir les fiancés et leurs familles. Une absence est remarquée lors de cette garden-party, celle de la princesse Lilian qui prévoyait également de ne pas se rendre au mariage. Un appel téléphonique de sa belle-mère, la reine douairière Élisabeth, la convainc toutefois d'assister aux noces, évitant dès lors un scandale pour la famille royale.

### Cérémonie civile

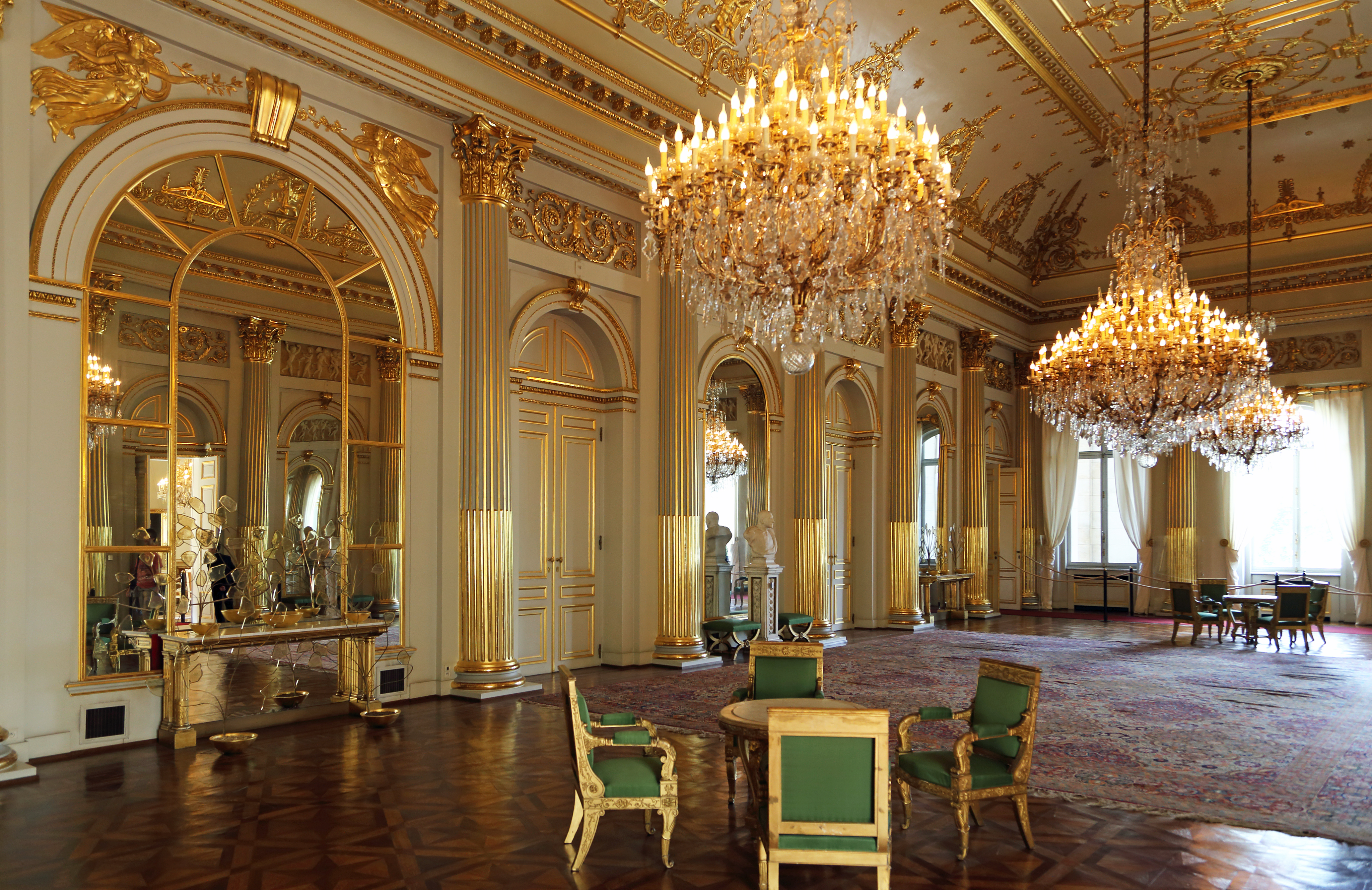
La salle Empire du palais royal de Bruxelles où se tient la cérémonie civile (2016).

Le mariage civil se déroule le 2 juillet 1959 à 10 heures dans la salle Empire du palais royal de Bruxelles,. Il est célébré par Lucien Cooremans, bourgmestre de Bruxelles depuis 1956, assisté par deux échevins : Mérinette Van den Heuvel, officier de l'état-civil et Pieter De Rons. Les témoins du marié sont le prince Carl Bernadotte et le grand-duc héritier Jean de Luxembourg, ceux de la mariée sont le prince Francesco Ruffo, aîné de sa maison, et le marquis di San Germano. Les futurs mariés arrivent ensemble, aux bras l'un de l'autre, dans la salle : la princesse semble radieuse et frêle sous l'imposant voile de dentelle et la traîne tenue par ses deux jeunes nièces di San Germano encadrant la princesse Marie-Christine, demi-sœur du marié. Ce dernier porte sa grande tenue de capitaine de frégate et un sabre de marine où le grand collier de l'ordre de l'Annonciade et les épaulettes en or éclairent le bleu de son uniforme barré par le grand cordon de l'ordre de Léopold, l'ordre le plus important du royaume de Belgique. 
La cérémonie commence par la demande de consentement adressée par le bourgmestre au père du marié et à la mère de la mariée, qui répondent affirmativement. L'échevine Van den Heuvel lit ensuite l'acte de l'état-civil en français, suivie de la lecture en néerlandais effectuée par l'échevin De Rons. Durant ces lectures, la princesse Paola, tenant un bouquet de fleurs d'oranger, semble quelque peu impressionnée avant le consentement. Le prince Albert prononce un « oui » assuré et serein, la princesse dit un « oui » rapide et un peu timide. Au nom de la loi, le bourgmestre les déclare unis par le mariage. Ensuite, le bourgmestre prononce un discours, qu'il conclut en formulant des vœux de bonheur pour les nouveaux époux. Après que le bourgmestre a remis entre les mains de la princesse Paola le carnet de mariage, commence une longue séance de signatures des registres. Pas moins de 116 signatures sont apposées sur les différents documents officiels.
À l'issue de la cérémonie, le prince Albert se lève, embrasse la princesse Lilian, serre la main de son père et de son frère, et fait un baise-main à sa grand-mère et à sa nouvelle belle-mère Luisa. La reine Élisabeth s'approche de Paola et lui prodigue quelques paroles d'encouragement. Quoi qu'en pensent les détracteurs de la princesse de Réthy, les photographies de l'époque montrent une grande complicité entre cette dernière et les autres membres de la famille royale. L'échevine donne la main aux mariés, puis le cortège se reforme pour gagner les voitures dans la cour du palais.

### Cérémonie religieuse
La cérémonie religieuse a lieu à 11 h 30 en la collégiale Saints-Michel-et-Gudule de Bruxelles,. Le cortège nuptial est ouvert par les mariés, suivis d'une série de vingt automobiles Cadillac transportant les invités aux noces. Parmi ces voitures, les premières conduisent respectivement le roi Baudouin et la reine douairière Élisabeth, le roi Léopold et la princesse Luisa Ruffo di Calabria, la princesse Lilian et l'ex-roi Humbert II d'Italie, le grand-duc héritier Jean de Luxembourg et l'ex-reine Marie-José d'Italie, le prince Fabrizio Ruffo di Calabria et la grande-duchesse héritière Joséphine-Charlotte de Luxembourg, le marquis Casimiro di San Germano et le prince Axel de Danemark, et enfin le prince Alexandre de Belgique et la marquise di San Germano. Le cortège parcourt, aller et retour, sept kilomètres plantés de mâts où flottent les drapeaux belge, italien et congolais. Malgré la pluie, des dizaines de milliers de personnes sont massées le long du parcours.
La collégiale est décorée des blasons de toutes les provinces de Belgique, d'hortensias roses et d'œillets blancs. À l'entrée, le chanoine Boone, prêtre officiant, accueille les futurs époux par ces mots : « Que Dieu répande sur vous la rosée de la grâce. » D'une durée d'une heure, le mariage catholique est célébré par Joseph-Ernest Van Roey, archevêque de Malines qui, après la bénédiction nuptiale, donne lecture d'une lettre papale. À cette occasion, le grand-duc héritier Jean de Luxembourg et le prince Alexandre de Belgique officient comme témoins pour Albert, tandis que le prince Francesco Ruffo di Calabria et le marquis Casimiro di San Germano font de même pour Paola. Au moment de l'échange des alliances, Paola ne peut cacher son émotion et essuie quelques larmes.
La cérémonie s'achève par des chants entonnés par une chorale composée de 75 enfants et 65 hommes. Les mariés quittent la collégiale sous une Brabançonne jouée par les grandes orgues et descendent lentement les marches sous les vivats d'une foule immense. Au ralenti, le cortège s'ébranle vers le Treurenberg, passant devant la colonne du Congrès et poursuit sa route, sous les yeux d'une assistance nombreuse, vers le château de Laeken où il parvient à 13 h 30.

### Déjeuner nuptial
La cérémonie religieuse est suivie d'un déjeuner pour 140 convives au château de Laeken. Ce repas servi dans la grande rotonde du château donne lieu à de nouvelles allocutions : le roi Léopold souhaite au couple de rester très uni « à travers heurs et malheurs », tandis que le prince Albert répond en réitérant son attachement à son père et à sa famille. La princesse Paola coupe ensuite les parts du gâteau qu'elle distribue elle-même à chacun des convives. Juste après le repas, peu avant 16 heures, les photographes sont admis dans le hall d'entrée du château afin de réaliser les portraits du couple et de leur famille.

## Invités notables

### Famille royale de Belgique
- Sa Majesté le roi des Belges (frère aîné du marié)[18].
- Le roi Léopold et la princesse Lilian (père et belle-mère du marié)[18].
- La reine Élisabeth (grand-mère paternelle du marié)[18].
- Le prince Alexandre (demi-frère du marié)[18].
- La princesse Marie-Christine (demi-sœur du marié)[18].

L'ex-régent Charles de Belgique (oncle du marié), devenu persona non grata à la cour, est quant à lui rigoureusement tenu à l'écart des festivités nuptiales,.

### Famille Ruffo di Calabria
- La princesse Luisa Ruffo di Calabria (mère de la mariée)[18].
- Le prince Fabrizio Ruffo di Calabria et Maria Vaciago (frère aîné et belle-sœur de la mariée)[18].
- Le prince Antonello Ruffo di Calabria (frère aîné de la mariée)[18].
- Le marquis Casimiro di San Germano et Maria Cristina Ruffo di Calabria (beau-frère et sœur aînée de la mariée)[18].
- Le baron Bettino Ricasoli et Laura Ruffo di Calabria (beau-frère et sœur aînée de la mariée)[18].
- La comtesse veuve Ludovico Ruffo di Calabria, née Jacqueline Terlinden (tante paternelle par alliance de la mariée)[18].
- Le prince Francesco Ruffo di Calabria et Oddina Arrigoni (cousin et cousine par alliance de la mariée)[18].
- Le marquis Rufo Ruffo (cousin de la mariée)[18].
- Le marquis Fulco Torrigiani (cousin de la mariée)[18].

### Royautés étrangères
- Le prince Axel et la princesse Marguerite de Danemark (oncle par alliance et tante du marié)[18],[23].
- L'ex-roi Humbert II et l'ex-reine Marie-José d'Italie (oncle par alliance et tante du marié)[15],[18].
- Le grand-duc héritier et la grande-duchesse héritière de Luxembourg (beau-frère et sœur du marié)[18].
- Le prince Carl Bernadotte et Ann Margareta Larsson (oncle et tante par alliance du marié)[15],[18].
- Le prince Alexandre de Yougoslavie et la princesse Maria-Pia de Savoie (cousin par alliance et cousine du marié)[18].
- La princesse Marie-Gabrielle de Savoie (cousine du marié)[18].
- La princesse Marie-Béatrice de Savoie (cousine du marié)[18].

## Couverture médiatique
Le mariage d'Albert et Paola constitue le premier grand événement diffusé en direct en Belgique, où la télévision a été introduite en 1953. Aussi, la vente de téléviseurs connaît une forte augmentation dans les semaines précédant le mariage princier, et des annonces publicitaires ayant l'apparence d'un carton d'invitation diffusent le message suivant : « Vous êtes cordialement invités sur l'écran de votre téléviseur aux moments les plus émouvants du mariage du prince Albert et de la princesse Paola. »
Quelque 1 000 journalistes sont présents à Bruxelles pour couvrir le mariage princier ; ceux d'entre eux admis à la cérémonie religieuse achèvent de rédiger leurs articles à l'ombre des confessionnaux,. Les journalistes du Drapeau rouge, l'organe de presse du Parti communiste de Belgique, ne sont pas conviés aux cérémonies. Toutefois, la militante Rosine Lewin se place sur le trajet du cortège nuptial afin de rédiger un article, dans lequel elle souligne « que la célébration en Belgique du mariage princier est une victoire de [notre] Constitution sur le Vatican ».

## Cadeaux de mariage
Les jeunes mariés reçoivent de nombreux cadeaux à l'occasion de leurs noces. Parmi eux, le roi du Maroc offre une amphore, le gouvernement chinois un vase de Tien Lung datant du XVIIIe siècle, la famille royale néerlandaise offre des oiseaux et l'Allemagne offre des figurines de Nymphenburg. Kliment Vorochilov, président du præsidium du Soviet suprême de l'URSS, fait envoyer une grande boîte à cigarettes ornée de pierres précieuses de l'Oural, tandis que le président italien Giovanni Gronchi choisit de faire parvenir à Bruxelles de rares porcelaines du XVIIIe siècle représentant des masques. L'École de guerre fait présent d'un grand plateau et le maître ferronnier Désirotte, établi à Barvaux-sur-Ourthe, réalise pour le couple une table en fer forgé.

## Lune de miel
Le jour même de leur mariage, à 17 heures, après le repas nuptial, les mariés quittent le château de Laeken, lui en complet de sport, elle en robe de voyage. Ils se rendent à la base militaire de Melsbroek et embarquent à 18 h 18 dans l'avion militaire, un Douglas DC-3 dont l'intérieur a été décoré de fleurs, qui s'envole vers la base militaire de Palma de Majorque. Albert et Paola passent leur lune de miel dans les îles Baléares. Les autorités espagnoles ont tout mis en œuvre pour assurer la quiétude du séjour des mariés qui ont loué une petite villa, la Casa Quiros, à Formentera sur la baie de Pollença. 
Le 5 juillet, le couple princier accepte de rencontrer à l'hôtel Formentor quelques journalistes qu'ils autorisent à prendre quelques clichés, à condition de ne plus tenter par la suite de les photographier. Cependant, le lendemain, tandis que Paola et Albert sortent afin d'effectuer une promenade en vedette, ils doivent, devant l'insistance de photographes à l'affût, écourter leur promenade et rentrer à la villa pour prendre le soleil sur la terrasse. La garde civile tente de disperser les paparazzis, et à l'issue d'un échange assez vif, un policier saisit l'appareil photographique d'un reporter français qui s'est introduit dans la propriété et en extrait la pellicule avant de le lui rendre et de remettre le rouleau de film au consul de Belgique à Palma de Majorque.
La lune de miel, qui dure un plus de deux mois, est marquée par un dîner que le couple offre le 4 août 1959 aux autorités espagnoles de Majorque dans un des salons de l'hôtel Formentor. Parmi les convives, figurent le capitaine général des Baléares, l'amiral chef de la base navale, Jesús Enciso Viana (es), évêque de Palma, ainsi que Joseph Berryer, ambassadeur de Belgique en Espagne. Le 13 septembre 1959, le retour du couple princier, annoncé sans préciser le lieu d'atterrissage de leur avion, attire des centaines de personnes et de nombreux journalistes dans le hall et sur la passerelle de l'aéroport de Bruxelles-National, ainsi qu'aux abords la base militaire de Melsbroek. C'est finalement à l'aérodrome militaire, où les journalistes ne sont pas autorisés à entrer que l'avion du prince et la princesse atterrit. Quelques photographes réussissent à prendre des clichés du couple lorsqu'ils sont dans leur voiture en route vers le château du Belvédère, où ils résident désormais.